# Gabe Norwood
Gabriel Daniel « Gabe » Norwood, né le 9 février 1985, à Fayetteville, en Caroline du Nord, est un joueur américano-philippin de basket-ball. Il évolue aux postes d'arrière et d'ailier. 

## Palmarès
- Finaliste du championnat d'Asie 2013
- Vainqueur de la Coupe William Jones 2012
- Rookie de l'année 2009 de la Philippine Basketball Association
- Défenseur de l'année 2010 de la Philippine Basketball Association
- MVP du All-Star Game 2010 de la Philippine Basketball Association
- All-Star 2010, 2011, 2012 de la Philippine Basketball Association